# Stenothericles orangensis
Stenothericles orangensis är en insektsart som beskrevs av Marius Descamps 1977. Stenothericles orangensis ingår i släktet Stenothericles och familjen Thericleidae. Inga underarter finns listade i Catalogue of Life.